# Fostex

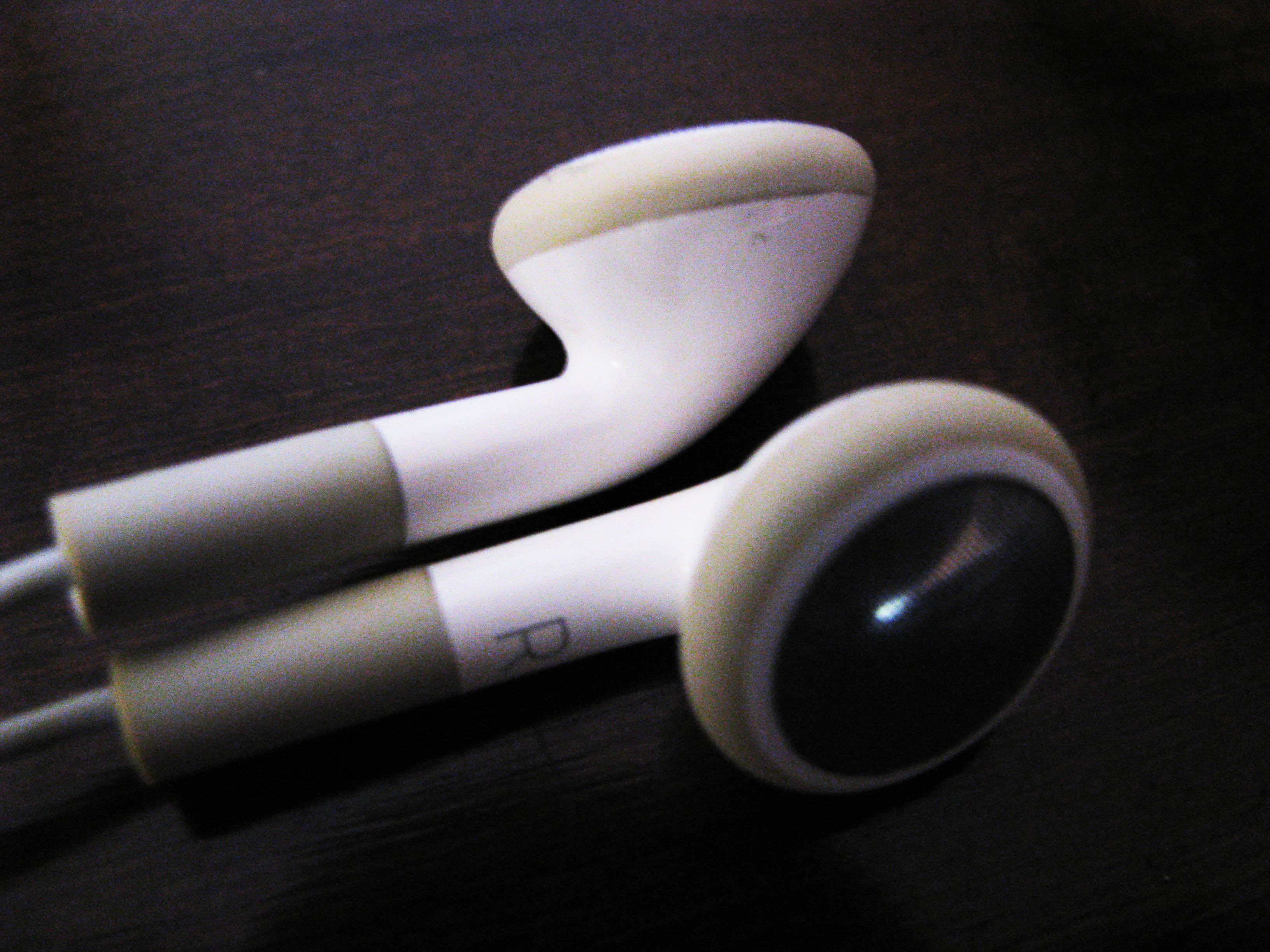
Kopfhörer von Fostex

Foster Denki K.K. (jap. フォスター電機株式会社, Fosutā Denki Kabushiki kaisha, engl. Foster Electric Company, Limited) ist ein Elektronikunternehmen, welches Lautsprecher und Audiotechnik unter dem Handelsnamen Fostex herstellt.
Die Foster Denki wurde 1948 gegründet und war bis in die 1970er Jahre einer der größten Hersteller von Lautsprechern weltweit. Heute wird die Foster Denki an der Tokyo Stock Exchange gehandelt.

## Produkte
Die Firma produziert und vertreibt eine breite Palette an Produkten aus dem professionellen Audio-Bereich: Bekannt wurde die Firma in den 70er Jahren mit ihren Bandmaschinen und zählt heute zu den führenden Herstellern professioneller digitaler Aufnahmetechnik.